# Benatae
Benatae è un comune spagnolo di 550 abitanti situato nella comunità autonoma dell'Andalusia nella provincia di Jaén.

## Geografia fisica
Il comune è attraversato dal Guadalimar.